# 松倉義明
松倉 義明（まつくら よしあき、、1971年7月22日 - ）は、日本の元プロボクサー。北海道伊達市出身。第20代日本スーパーフライ級王者。現役時代は宮田ボクシングジム所属。「野獣」をキャッチフレーズとするハードヒッターで、独自のタイミングで放つ強烈な左ストレートを得意とした
。

## 来歴
1991年12月11日、プロデビュー戦は初回KO負けとなった。
1993年12月18日、第50回東日本スーパーフライ級新人王トーナメント決勝戦で清田芳正（松戸平沼）に判定負けを喫した。
1994年10月21日、秋田勝弘（協栄）を5回KO勝ちを収め、スーパーフライ級B級トーナメント優勝を収めた。
1997年2月10日、マリオ・アノース（フィリピン）との53.0kg契約10回戦に初回KO勝利を収めた。松倉がメインを務めたこの興行では、8R判定引分に終わった平沼浩幸（松戸平沼）が試合でのダメージにより2週間後に死亡する事故があった。
1997年10月13日、守部厚希（江坂）の王座返上にともなう日本スーパーフライ級王座決定戦で、過去に1戦1勝している大雅アキラ（協栄）に7回KO勝ちを収めて王座を獲得した。大雅はこの6日後に頭蓋内出血により死去した（リング禍）。
1997年度プロ・アマチュア年間表彰選手選考会で新鋭賞に選出された。
1998年3月9日、当初は王座決定戦で対戦予定だった名護明彦（白井・具志堅）と対戦し、戦に9回KO負けを喫し初防衛に失敗、王座から陥落した。
1999年6月12日、日本スーパーフライ級王座決定戦で柳光和博（ワタナベ）に4回TKO負けを喫した。
2000年10月28日、元WBC世界ミニマム級王者ナパ・キャットワンチャイと対戦し、6回TKO勝ちを収めた。
2001年4月30日、村越裕昭（三津山）の負傷欠場により試合3週間前に出場が決まった日本スーパーフライ級王座決定戦で、木谷卓也（金子）に5回KO負けを喫し、その場で「思い残すことはない。完全燃焼した」と現役引退を表明した。

## 獲得タイトル
- 第8回KSD杯争奪B級トーナメントスーパーフライ級優勝
- 第20代日本スーパーフライ級王座（防衛0）